# Rävsparv
Rävsparv (Passerella iliaca) är en nordamerikansk tätting i familjen amerikanska sparvar. Den är en mycket sällsynt gäst i Europa. Fågeln varierar kraftigt i utseende och även i läten, varför den ibland delas upp i flera arter.

## Utbredning och systematik
Rävsparven har ett stort utbredningsområde i norra och västra Nordamerika. Den delas in i hela 15 underarter, fördelade på fyra grupper, med följande utbredning:
- "Brun rävsparv"
  - Passerella iliaca unalaschensis – häckar i östra Aleuterna österut till Alaskahalvön; flyttar vintertid i söder till södra Kalifornien
  - Passerella iliaca townsendi – häckar i sydöstra Alaska och nordvästra British Columbia (Glacier Bay till Haida Gwaii i sydvästra Kanada; flyttar vintertid i söder till centrala Kalifornien
  - Passerella iliaca fuliginosa – häckar från kustnära sydöstra Alaska till nordvästra Washington); flyttar vintertid i söder till södra Kalifornien
  - Passerella iliaca annectens – häckar i Yukatat Bay i sydöstra Alaska; flyttar vintertid i söder till centrala Kalifornien
  - Passerella iliaca insularis – häckar på Kodiak Island; ses vintertid i söder till södra Kalifornien
  - Passerella iliaca sinuosa – södra Alaska på Kenaihalvön och i Prince William Sound; vintertid i söder till nordvästra Baja California
  - Passerella iliaca chilcatensis – häckar från sydöstra Alaska till nordvästra British Columbia; ses vintertid från kustnära Oregon söderut till norra Kalifornien
- "Skifferrävsparv"
  - Passerella iliaca schistacea – häckar från sydvästra British Columbia och sydvästra Alberta söderut till norra Nevada; ses vintertid i söder till västra Texas
  - Passerella iliaca altivagans – häckar i bergstrakter i British Columbia och sydvästra Alberta; ses vintertid till nordvästra Baja California
  - Passerella iliaca canescens – häckar i bergstrakter i Inyo County i Kalifornien samt intilliggande Nevada; ses vintertid i söder till norra Baja California
  - Passerella iliaca olivacea – häckar i bergstrakter från sydvästra British Columbia till centrala och östra Washington; ses vintertid i söder till norra Baja California
  - Passerella iliaca swarthi – häckar i bergstrakter i nordvästra Utah och sydöstra Idaho
- "Tjocknäbbad rävsparv"
  - Passerella iliaca megarhyncha – häckar i sydvästra Oregon och Kalifornien; övervintrar till centrala och södra Kalifornien samt nordvästra Baja California
- "Rosträvsparv"
  - Passerella iliaca zaboria – häckar från nordvästra Alaska till sydvästra Kanada; vintertid öster om Great Plains till centrala och södra USA
  - Passerella iliaca  iliaca – häckar från Labrador och Newfoundland till sydöstra Quebec och Ontario, flyttar till östra USA

Arten är en mycket sällsynt gäst i Europa, med endast tre godkända fynd av fåglar som tros ha nått dit på naturlig väg, alla av formen "rosträvsparv": 1944 på Island, 1961 på Irland och i december 2012 samma individ i Finland och Estland. "Brun rävsparv" har tillfälligt påträffats i Japan och nordöstra Ryssland. Ett fynd som tros röra sig om brun rävsparv har även gjorts i Danmark, men den anses inte ha nått landet på naturlig väg.

### Släktskap
De fyra underartsgrupperna har tidvis urskilts som fyra olika arter: "rosträvsparv" (P. iliaca), "brun rävsparv" (P. unalaschensis), "tjocknäbbad rävsparv" (P. megarhyncha) och "skifferrävsparv" (P. schistacea). I AviList som BirdLife Sverige följer sedan juni 2025 behandlades de alltjämt som en och samma art, i väntan på genomiska studier och uppdaterad information om hybridzoner. Rävsparvens närmaste släkting är tundrasparven (Spizelloides arborea).

### Familjetillhörighet
Tidigare fördes de amerikanska sparvarna till familjen fältsparvar (Emberizidae) som omfattar liknande arter i Eurasien och Afrika. Flera genetiska studier visar dock att de utgör en distinkt grupp som sannolikt står närmare skogssångare (Parulidae), trupialer (Icteridae) och flera artfattiga familjer endemiska för Karibien.

## Utseende och läte
Rävsparven är en stor (15,5-18,5 cm) och kraftig sparv med runt huvud och kraftig näbb där könen har liknande dräkt. Fjäderdräkten och i viss mån läten skiljer sig rätt tydligt åt geografiskt. Fåglar i norra och östra Nordamerika, "rosträvsparv", har grått huvud med rostfärgade örontäckare. Strupen är vit med ett rostrött streck på vardera sida. Näbben är svart ovan och gulvit nedan. Bröstet har rödbruna streck med en suddig fläck i mitten. Strecken fortsätter ner mot flankerna, men buken är generellt vit. Kombinationen av distinkta rödbruna och grå strimmor på ryggen med en grå övergump är diagnostisk. Sången består av en haltande, djupröstad melodi, fylligast av alla sparvar i Nordamerika. Lätet består av ett mycket vasst smackande, medan det i flykten kan höras ett ljust och stigande "seeep".

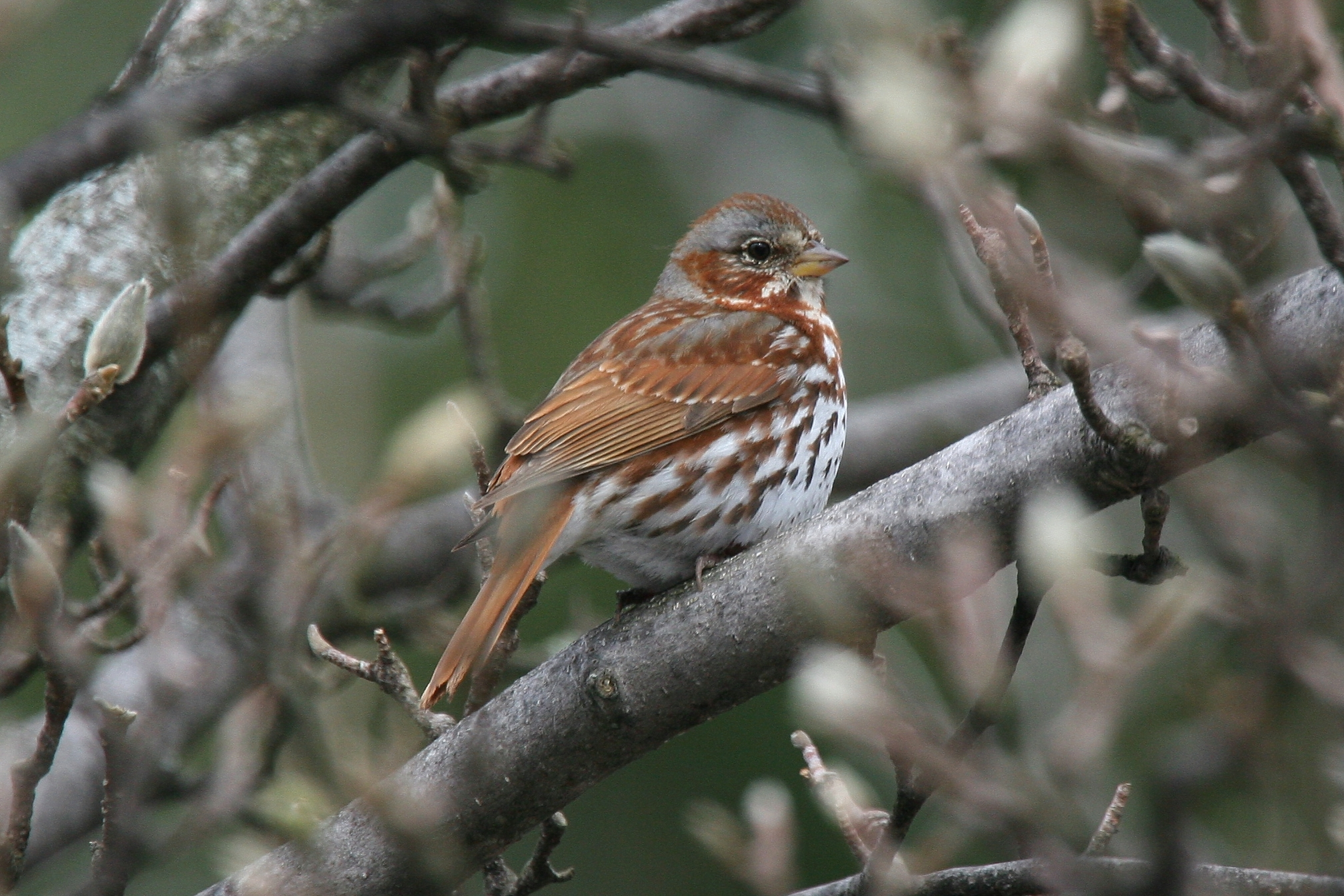
"Rosträvsparv" av underarten iliaca.

Fåglar i nordväst, "brun rävsparv", är kämfört med geografiskt närmaste "rosträvsparv"en har något längre stjärt och kortare vingar. Fjäderdräkten är enhetligt sotbrun utan vingband med tätt fläckat bröst, tätast mitt på och bildande en större fläck. Nordliga fåglar är blekare, sydliga mörkare. Lätena är lika "rosträvsparv", men sången skiljer sig, en lång oregelbunden serie som inleds med väl skilda toner, både tunnare, mer stammande och mer elektrisk än "rosträvsparvens" sång.

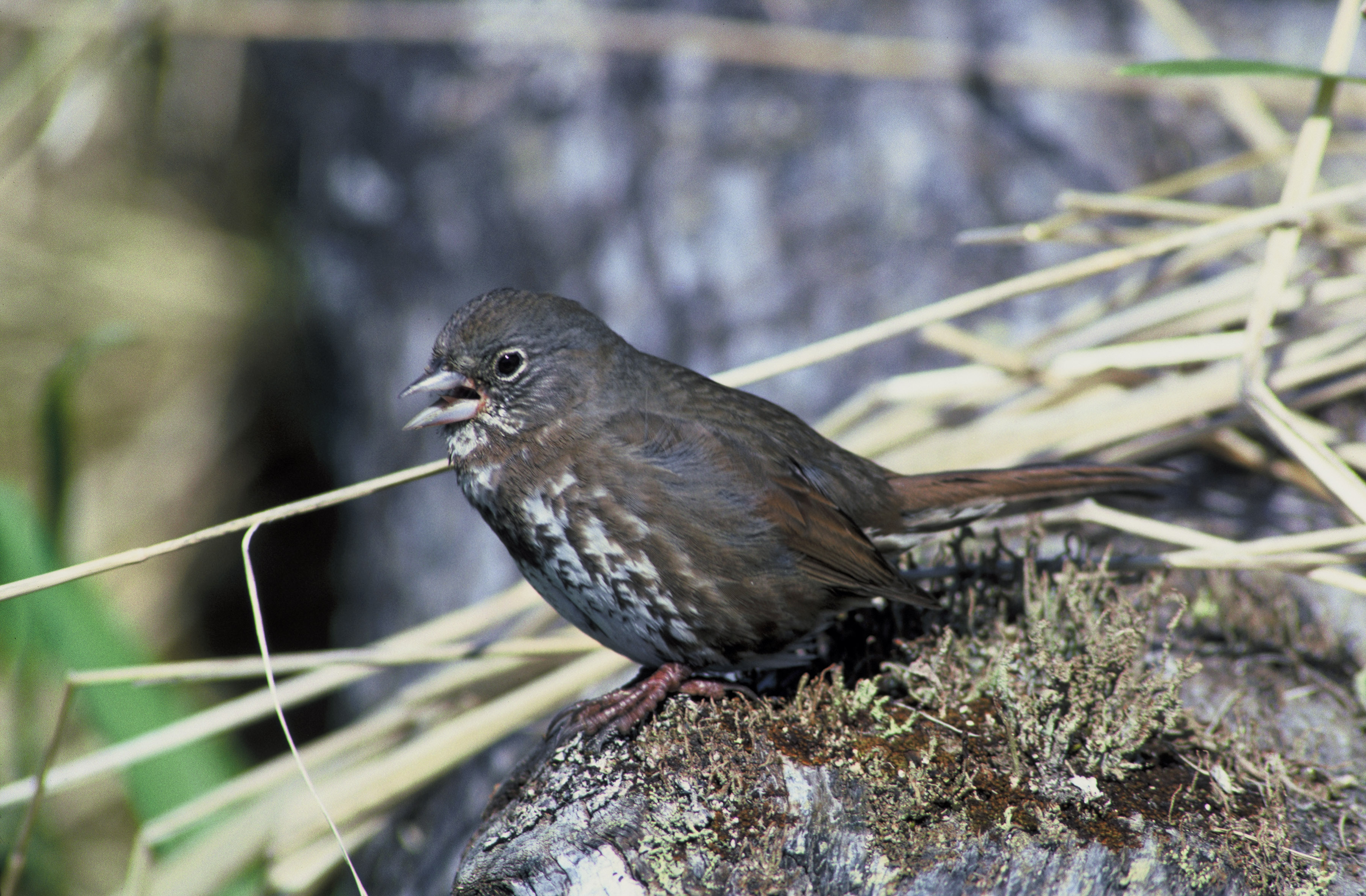
"Brun rävsparv" av underarten insularis.

"Tjocknäbbad rävsparv" huvudsakligen i Kalifornien är relativt långstjärtad med, som namnet avslöjar, mycket kraftig näbb. Fjäderdräkten är grå ovan med rödaktiga vingar och stjärt och endast svagt tecknade eller inga vingband. Undersidan är svartfläckig på vit botten, dock i mindre utsträckning än liknande "skifferrävsparv".

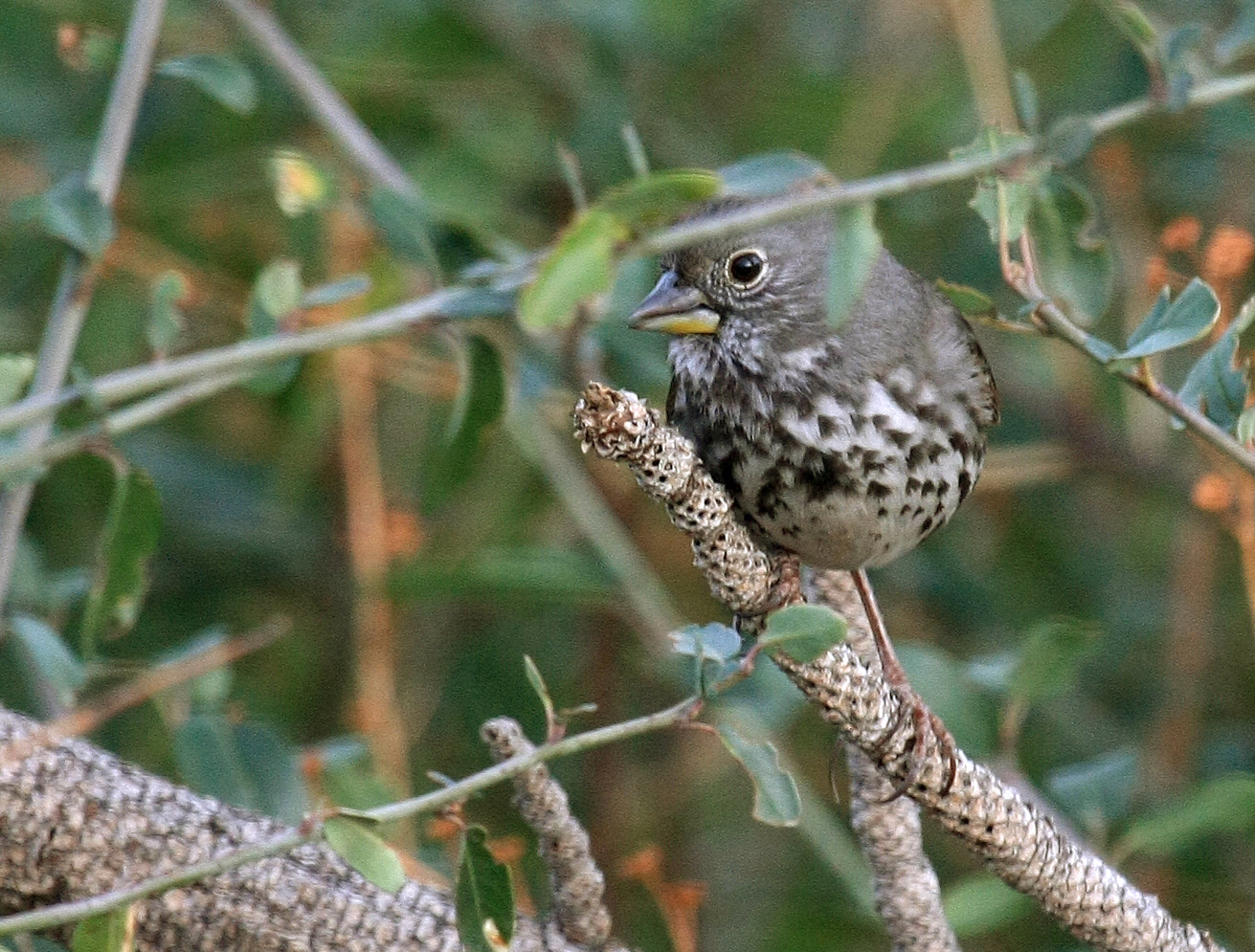
"Tjocknäbbad rävsparv", Passerella iliaca megarhyncha.

"Skifferrävsparven" i Klippiga bergen är också långstjärtad, med gul näbb. Fjäderdräkten liknar "tjocknäbbad rävsparv" med gråaktig ovansida, röda vingar och stjärt samt svartfläckig undersida. Den är dock kraftigare fläckad under och har mattare färgade vingar. Fåglar i kanadensiska Klippiga bergen närmar sig "rosträvsparv" i utseende. Sången skiljer sig från "rosträvsparv", en klar och ringande serie, med varannan ton betonad, vissa drillande och andra mer sträva.

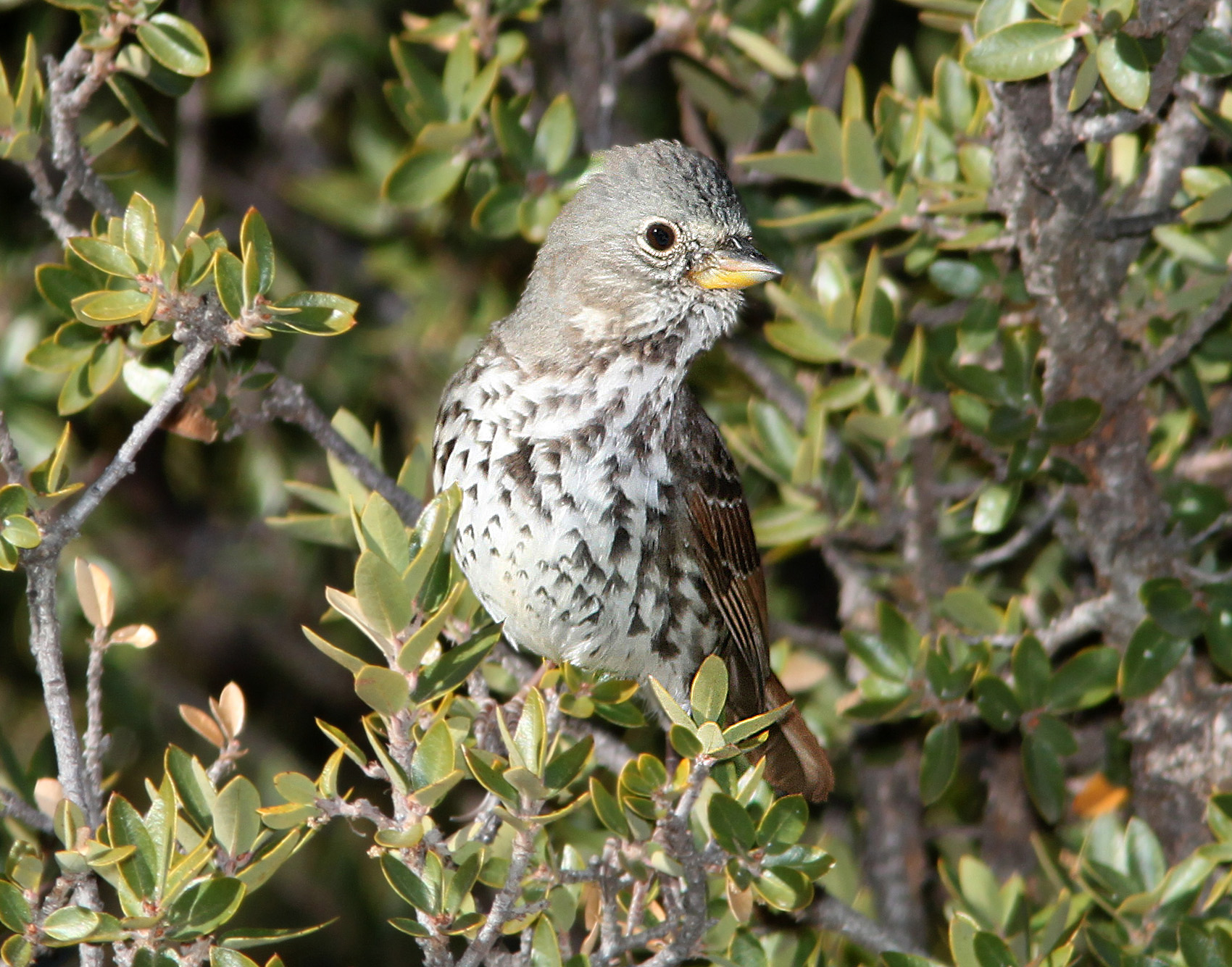
"Skifferrävsparv" fotograferad i Arizona.

## Ekologi
Rävsparven häckar i täta och buskiga områden, varierande geografiskt. I norr ses den i täta lövsnår eller bestånd av unga barrträd inne i boreala skogar, i Klippiga bergen i täta buskmarker i bergsskogar, i nordväst i täta buskage med al eller vide och i Kalifornien i Artemisia-buskage eller liknande. Vintertid hittas den enstaka eller i smågrupper, ofta i sällskap med andra sparvarter.
Fågeln häckar på marken eller i buskar och träd upp till två meter över marken. Honan lägger tre till fem blå till blekgröna kraftigt brunfläckade ägg som hon ruvar i tolv till 14 dagar. Det tar ytterligare nio till elva dagar innan ungarna blir flygga.
Flyttningen söderut inleds i början av oktober. De allra flesta individer har återvänt till häckningsområdena i början av maj.

## Status och hot
Internationella naturvårdsunionen IUCN bedömer hotstatus för underartsgrupperna var för sig, alla som livskraftiga.